# Royal Leopards Football Club
El Royal Leopards es un equipo de fútbol de Suazilandia que juega en la Primera División de Suazilandia, la competición de fútbol más importante del país.

## Historia
Fue fundado en el año 1979 en la ciudad de Simunye, aunque su sede está en Lobamba. Es el equipo representativo de la Policía Real de Suazilandia. Ha ganado seis torneos de liga.
A nivel internacional ha participado en 9 torneos continentales, donde su mejor participación ha sido en la Copa Confederación de la CAF 2021-22, donde fue eliminado en la fase de grupos.

## Palmarés
- Primera División de Suazilandia: 7

2006, 2007, 2008, 2014, 2015, 2016, 2020-21
- Copa de Suazilandia: 3

2007, 2011, 2014.
- Copa Charity de Suazilandia: 1

2006.
- Copa Trade Fair: 1

2004.

## Participación en competiciones de la CAF
| Temporada | Torneo                       | Ronda          | Club                 | Casa | Visita | Global      |
| --------- | ---------------------------- | -------------- | -------------------- | ---- | ------ | ----------- |
| 1999      | Copa CAF                     | 1              | Nkana FC             | 1-6  | 2-2    | 3-8         |
| 2007      | Liga de Campeones de la CAF  | Preliminar     | Mamelodi Sundowns FC | 0-2  | 2-4    | 2-6         |
| 2008      | Liga de Campeones de la CAF  | Preliminar     | Dynamos FC           | 0-1  | 0-2    | 0-3         |
| 2009      | Liga de Campeones de la CAF  | Preliminar     | Petro Atlético       | 0-3  | 0-3    | 0-6         |
| 2012      | Copa Confederación de la CAF | Preliminar     | Red Arrows FC        | 1-0  | 0-0    | 1-0         |
| 2012      | Copa Confederación de la CAF | 1              | US Tshinkunku        | 1-1  | 2-1    | 3-2         |
| 2012      | Copa Confederación de la CAF | 2              | Club Africain        | 0-1  | 2-4    | 2-5         |
| 2015      | Copa Confederación de la CAF | Preliminar     | Bidvest Wits FC      | 3-0  | 0-3    | 3-3 (7-6 p) |
| 2015      | Copa Confederación de la CAF | 1              | Petro Atlético       | 2-2  | 1-0    | 3-2         |
| 2015      | Copa Confederación de la CAF | 2              | AS Vita Club         | 1-0  | 1-4    | 2-4         |
| 2017      | Liga de Campeones de la CAF  | Preliminar     | AS Vita Club         | 0-1  | 1-3    | 1-4         |
| 2021/22   | Liga de Campeones de la CAF  | 1              | ZESCO United FC      | 1-0  | 1-2    | 2-2 (a)     |
| 2021/22   | Liga de Campeones de la CAF  | 2              | GD Sagrada Esperança | 1-0  | 1-3    | 2-3         |
| 2021/22   | Copa Confederación de la CAF | Playoff        | JS Kabylie           | 1-0  | 1-2    | 2-2 (a)     |
| 2021/22   | Copa Confederación de la CAF | Fase de grupos | Orlando Pirates      | 2-6  | 0-3    | 4° Lugar    |
| 2021/22   | Copa Confederación de la CAF | Fase de grupos | Al-Ittihad Tripoli   | 1-2  | 2-3    | 4° Lugar    |
| 2021/22   | Copa Confederación de la CAF | Fase de grupos | JS Saoura            | 0-2  | 0-2    | 4° Lugar    |

## Jugadores

### Jugadores destacados
- Mfana Futhi Bhembe